# Podejrzenie (film 1941)

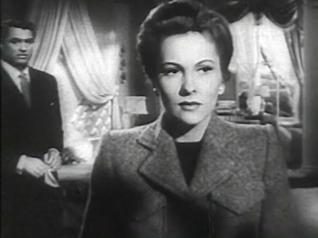
Scena z filmu

Podejrzenie (tytuł oryginalny Suspicion) – amerykański thriller z 1941 roku nakręcony na podstawie powieści Before the Fact (1932) oficjalnie autorstwa Francisa Illsa. W rzeczywistości autorem był Anthony Berkeley Cox, piszący pod pseudonimem.
Film okazał się sukcesem i był jednym z najbardziej zyskownych obrazów RKO w roku swej premiery.

## Fabuła
Córka generała Lina wychodzi za mąż za lekkoducha Johna Aysgartha. Ale to małżeństwo nie jest udane, ponieważ on nie poświęca czasu żonie, nie stabilizuje swojego życia, utrzymuje się z hazardu. Kiedy przyłapuje go na kłamstwach, żona zaczyna coś podejrzewać.

## Główne role
- Cary Grant – Johnnie Aysgarth
- Joan Fontaine – Lina
- Cedric Hardwicke – Generał McLaidlaw
- Nigel Bruce – Beaky
- May Whitty – pani McLaidlaw
- Isabel Jeans – pani Newsham
- Heather Angel – Ethel
- Auriol Lee – Isobel Sedbusk
- Reginald Sheffield – Reggie Wetherby
- Leo G. Carroll – kapitan Melbeck

## Nagrody i nominacje
Oscary za rok 1941
- Najlepsza aktorka - Joan Fontaine
- Najlepszy film (nominacja)
- Najlepsza muzyka w dramacie - Franz Waxman (nominacja)